# Jaltomata salpoensis
Jaltomata salpoensis är en potatisväxtart som beskrevs av S. Leiva González och T. Mione. Jaltomata salpoensis ingår i släktet jaltomator, och familjen potatisväxter. Inga underarter finns listade i Catalogue of Life.